# Cratere Jarilo
Jarilo è un cratere sulla superficie di Iperione.